# 王立獣医学校
王立獣医学校（おうりつじゅういがっこう、英: Royal Veterinary College、RVC）は、イギリスの大学。ロンドン大学加盟校。1791年創立。英国内に九つある獣医学校（獣医学部）の一つ。王立獣医科大学、王立獣医大学とも訳される。

## 概要

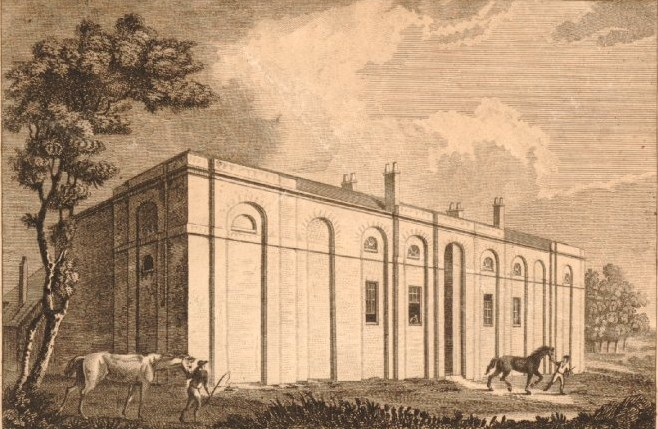
王立獣医学校（1804年）

1791年、政治家ウィリアム・ペンの孫で地質学者のグランヴィル・ペン（Granville Penn）が中心となって創立される。19世紀にはジョージ4世より支援を受け、1844年に勅許（ロイヤル・チャーター）を授与される。
1980年代にエリザベス2世の支援を受け、クイーン・マザー動物病院（Queen Mother Hospital for Animals）が設立された。
生物科学の分野で国内10位以内、獣医学科ではイギリス国内（Veterinary Medicine League Table 2020）2位。

## 学科
獣医学科と生物獣医学科（後者は獣医師学位の取得は不可能）を置く。
ロンドンとハートフォードシャーに校舎を置き、獣医学士課程の学生は、前半2年をロンドン、後半3年をハートフォードシャーで過ごす。

## 著名な出身者
- メアリー・ブランカー（英国獣医師会初の女性会長）
- ウォルター・プラウライト（ウイルス性牛疫の世界的根絶に貢献、世界食糧賞受賞）
- ゴードン・シャトック（保守党の政治家、ブライトン爆破事件生存者）
- ロリー・コーラム（獣医師、コメンテーター）
- リズ・ボニン（獣医師、科学番組司会者）